# Ashford Castle
Ashford Castle er en middelalder- og viktoriansk borg, der er blevet udvidet og ombygget over flere århundreder, og som i dag er et femstjerne luksushotel. Det ligger nær Cong på grænsen mellem County Mayo og County Galway, på Galway-siden af Lough Corrib, Irland.
Det er medlem af organisationen Red Carnation Hotels og det var tidligere ejet af Guinness-familien.
Den oprindelige fæstning blev opført i 1128 af den anelnormanniske Huset Burke.
Ejendommen blev købt i 1852 af Sir Benjamin Lee Guinness fra Encumbered Estates' Court. Han udvidede bygningen med to store fløje i viktoriansk stil.
Ejendommen gik i arv til Ernest Guinness der solgte det i til Noel Huggard i 1939, og Huggard ombyggede den til hotel.
Siden har en lang række kendte gæster inklusive Prinsen af Wales (senere kong George 5. af Storbritannien) og hans konsort, den fremtidige Queen Mary; John Lennon; George Harrison; Oscar Wilde (whose father, Sir William Wilde, havde en ejendom der stødte op til Ashford, hvor han tilbagte en stor del af sin barndom); præsident Ronald Reagan; Prins Edward af Storbritannien; den amerikanske senator Ted Kennedy; John Wayne; Maureen O'Hara; Robin Williams; Brad Pitt; Pierce Brosnan, Rainier 3. af Monaco og hans konsort prinsesse Grace. Golfspilleren Rory McIlroy blev gift med Erica Stoll på slottet i 2017.